# パートナー・クオリティースタッフ
株式会社パートナー・クオリティースタッフ（英称：PARTNER QUALITY STAFF）は、富山県富山市布瀬町南に本社を置いていた企業。人材派遣、家庭教師、飲食業、宅配など、職種は様々である。
2015年3月24日、東京地方裁判所に破産手続開始の申立をし、同日、包括的禁止命令及び保全管理命令が発令された。
　その後、破産裁判所の許可を得て宅配弁当事業及び教育事業の事業譲渡を実行したうえで、2015年4月15日午後5時に破産手続開始決定を受けた。
関連会社の株式会社もりいちについても破産手続開始決定を受けている。

## 事業所
- 本社
- 富山支店
- 金沢支店
- 福井支店
- 新潟支店

※本社と富山支店は、同じ建物（パートナービル）に置かれていた（本社が2階、富山支店が1階）。

## 沿革
- 2000年3月、富山市上袋で業務請負業を主な業務として設立。
- 2001年11月、有限会社から株式会社となり、現住所に自社ビル施工。
- 2015年4月、東京地方裁判所にて破産手続開始決定。

## 事業

### 人材派遣のパートナー
いわゆる、人材派遣業。

### 家庭教師はパートナー
2002年3月に創業した家庭教師業。教師を生徒が自由に選択でき、テキストも無料である。

### 旬菜台所あかり家
2005年3月に創業した飲食店チェーン。富山市と魚津市（魚津サンプラザ2階）に店舗を持つ。

### 宅配のいただきます弁当
2006年7月創業の宅配弁当業である。